# Alberto Rodríguez Librero
Alberto Rodríguez Librero (Sevilla, 11 mei 1971) is een Spaans filmregisseur en scenarioschrijver.

## Biografie
Alberto Rodríguez Librero werd geboren in 1971 in Sevilla en studeerde "beeld en geluid" aan de Facultad de Ciencias van de Universiteit van Sevilla.
Zijn filmcarrière startte in 1997 met een kortfilm "Bancos" die hij op video zette samen met Santiago Amodeo, met slechts een budget van 30.000 pesetas. Deze amateurfilm won 15 prijzen en dankzij dit succes konden ze een nieuwe cinemascopeversie van de film maken in 1999 met een budget van vier miljoen pesetas. In 2000 maakte Rodríguez zijn eerste langspeelfilm "El factor Pilgrim" waarvoor hij een speciale vermelding voor jonge regisseurs kreeg op het internationaal filmfestival van San Sebastian. Met zijn derde speelfilm "Grupo 7" kreeg hij in 2012 16 Goya-nominaties, maar de film behaalde maar 2 prijzen (voor beste beloftevolle acteur en beste acteur in een bijrol). "La isla mínima" behaalde in 2014 10 Goya-prijzen (op 16 nominaties) waaronder die van beste film, beste regie en beste originele script. In 2015 kreeg Rodríguez de officiële eretitel Hijo Predilecto de Andalucía (vrij vertaald: favoriete zoon van Andalusië).

## Filmografie
- Modelo 77 (2022)
- El hombre de las mil caras (2016)
- La isla mínima (2014)
- Grupo 7 (2012)
- Hispania, la leyenda (televisieserie, 2010)
- After (2009)
- 7 vírgenes (2005)
- El traje (2002)
- El factor Pilgrim (2000)
- Bancos (korte film, 1999)

## Prijzen en nominaties
De belangrijkste:
| Jaar | Prijs        | Categorie              | Genomineerde(n) | Uitslag     |
| ---- | ------------ | ---------------------- | --------------- | ----------- |
| 2015 | Premios Goya | Beste regie            | La isla mínima  | Gewonnen    |
| 2015 | Premios Goya | Beste originele script | La isla mínima  | Gewonnen    |
| 2013 | Premios Goya | Beste regie            | Grupe 7         | Genomineerd |
| 2013 | Premios Goya | Beste originele script | Grupe 7         | Genomineerd |
| 2010 | Premios Goya | Beste originele script | After           | Genomineerd |
| 2006 | Premios Goya | Beste regie            | 7 vírgenes      | Genomineerd |
| 2006 | Premios Goya | Beste originele script | 7 vírgenes      | Genomineerd |